# Anton Günther
Anton Günther (5. června 1876 Boží Dar – 29. dubna 1937 Boží Dar) byl oblíbený lidový básník a písničkář Krušnohoří a autor pohlednic s písněmi. O jeho životě napsal herec a dramatik Fritz Klippel komedii Wo sich die Füchs' gute Nacht sagen, její premiéra se měla uskutečnit v sezóně 1936–1937 v Městských divadlech v Chemnitz.
Jeho hrob se nachází v rodném místě Antona Günthera v Božím Daru na české straně Krušných hor, jen několik metrů od hrobky jeho babičky.